# 벱스어
벱스어(vepsän kel')는 벱스인들이 사용하는 발트핀어군의 언어이다. 로마자로 주로 표기하며, 핀란드어나 카렐리아어와 밀접한 연관이 있다.
소련의 통계에 따르면 1989년 말에는 12,500명의 벱스인 민족 인구가 있었다. 2010년에는 그 수가 5,900명으로 조사되었는데, 그 중 약 3,600명이 벱스어를 모어로 구사했다.
벱스어는 북부 방언(오네가호의 페트로자보츠크, 벱스 자치 지역)과 중부 방언(상트페테르부르크), 남부 방언(볼로그다 주)이 있다. 벱스어 사용자가 사용하는 북부 방언은 루드어라고 불렸지만 카렐리야어의 방언으로 취급되기도 한다.

## 음운

### 닿소리
|             |             | 순음 | 치음 | 권설음 | 경구개음 | 연구개음 | 성문음 |
| ----------- | ----------- | ---- | ---- | ------ | -------- | -------- | ------ |
| 비음        | 비음        | m    | n̪    | ɳ      | ɲ        | ŋ        |        |
| 파열음      | 무성음      | p    | t̪    | ʈ      | c        | k        |        |
| 파열음      | 유성음      | b    | d̪    | ɖ      | ɟ        | ɡ        |        |
| 마찰음      | 무성음      | f    | s̪    | ʂ      |          |          | h      |
| 마찰음      | 유성음      | v    | z̪    | ʐ      |          |          | ɦ      |
| 전동음      | 전동음      |      | r̪    |        |          |          |        |
| 설측 접근음 | 설측 접근음 |      | l̪    | ɭ      |          |          |        |

## 문법
벱스어는 교착어의 특징이 나타난다.

### 명사
12개의 격이 존재한다.

## 어휘

### 수
| 숫자 | 벱스어  |
| 1    | ükś     |
| 2    | kakś    |
| 3    | kuume   |
| 4    | ńel'l'  |
| 5    | v´iž    |
| 6    | kuź     |
| 7    | śiičeme |
| 8    | kahesa  |
| 9    | ühesa   |
| 10   | k´ümńe  |

### 회화
- Minä pagižen vepsän kelel. (나는 벱스어를 할 줄 안다)
- Minä armastan sindai. (나는 널 좋아해)
- Kuna sinä mäned? (어디에 가십니까?)
- Тоšta völ kerdan, en el'genda. (다시 한 번 반복해줘, 이해 못 하겠어)